# Municipio de Chester (Minnesota)
El municipio de Chester (en inglés: Chester Township) es un municipio ubicado en el condado de Polk en el estado estadounidense de Minnesota. En el año 2010 tenía una población de 75 habitantes y una densidad poblacional de 0,81 personas por km².

## Geografía
El municipio de Chester se encuentra ubicado en las coordenadas 47°48′36″N 95°46′43″O / 47.81000, -95.77861. Según la Oficina del Censo de los Estados Unidos, el municipio tiene una superficie total de 93.16 km², de la cual 93,07 km² corresponden a tierra firme y (0,1 %) 0,09 km² es agua.

## Demografía
Según el censo de 2010, había 75 personas residiendo en el municipio de Chester. La densidad de población era de 0,81 hab./km². De los 75 habitantes, el municipio de Chester estaba compuesto por el 100 % blancos. Del total de la población el 0 % eran hispanos o latinos de cualquier raza.